# بيت يكن
بيت يكن هو بيت أثري يقع في شارع سوق السلاح بمنطقة الدرب الأحمر، القاهرة يعود بناءه الأصلي للقرن السابع عشر وسكن فيه أفراد من أسرة محمد على باشا.

## التاريخ
بني البيت على الطراز المملوكي والباروك التركي لا يعرف تاريخ بنائه بالتحديد إلا أن ملكيته كانت ترجع لأحمد باشا حسن ابن أخت عائلة محمد على باشا، الذى تم تعيينه والياً على مكة وحاكم عام على الحجاز وقائد للجيوش في شبه الجزيرة العربية في الفترة ما بين 1819-1836 وعلى مدى العقود تم هجر البيت وتم استخدام الدور الأول والحوش كزريبة للمواشي ومقر لجزار الحي.

## الترميم
قام علاء الحبشي رئيس قسم العمارة بجامعة المنوفية واستشاري ترميم وصيانة المباني الأثرية بشراء المنزل وقام بترميمه على مدى سنوات وحوله إلى مركز ثقافي.